# 아르본 제무스리트역
아르본 제무스리트역(독일어: Bahnhof Arbon Seemoosriet)은 스위스 투르가우주에 있는 아르본 지자체에 있는 기차역이다. 이 역은 스위스 연방 철도의 호수선에 위치해 있다. 시정촌에 있는 두 역 중 하나이다. 다른 하나인 아르본역은 노선의 남쪽에 있는 다음 역이다.

## 운행편
2021년 12월 시간표 변경에 따라 아르본 제무스리트에서 다음 서비스가 정차한다.
- 장크트갈렌 S-반 S7 : 로르샤흐와 로만스호른 사이를 30분 간격으로 운행하고, 바인펠덴까지 매시간 운행한다. 토요일과 일요일에는 로르샤흐에서 브레겐츠를 경유하여 린다우-로이틴까지 2시간 간격으로 운행한다.